# Dactylochelifer lobatschevi
Espèce
Dactylochelifer lobatschevi est une espèce de pseudoscorpions de la famille des Cheliferidae.

## Distribution
Cette espèce est endémique de Mongolie. Elle se rencontre vers Etsin-gol.

## Publication originale
- Krumpál & Kiefer, 1982 : Pseudoskorpione aus der Mongolei (Arachnida, Pseudoskorpiones). Ergebnisse der gemeinsamen Mongolisch-Slowakischen biologischen expedition. Annotationes Zoologicae et Botanicae, no 146, p. 1-27.